# کیائوتو، دونگوان
کیائوتو، دونگوان (به لاتین: Qiaotou) یک شهرک در جمهوری خلق چین است که در دونگوان واقع شده‌است.